# Asbjørn Riis
Asbjørn „Bear“ Riis (* 28. Juli 1957 in Nykøbing Mors, Mors, Dänemark) ist ein dänischer Wrestler, Filmschauspieler und Bodybuilder.

## Leben
Asbjørn Riis stammt gebürtig von der dänischen Insel Mors. International bekannt wurde er durch die Rolle des 10. Kriegers Halga im Film Der 13te Krieger mit Antonio Banderas. Seit den 1990er Jahren ist er auch als Fernsehmoderator tätig und moderiert WWF und WCW auf dem dänischen Fernsehsender TV3. Seinen Künstlernamen „Der Große Dänische Bär“ legte sich Riis 1991 zu.
Daneben ist er auch als Bodybuilder und Model bekannt und betreibt zudem eine professionelle Wrestling-Schule, die einzige in Dänemark.
Er ist ein guter Freund der Schauspieler und Bodybuilder Arnold Schwarzenegger und Sven-Ole Thorsen. Er hat vier Söhne, von denen einer, Klaus Myren Riis, nach dem Training durch seinen Vater nun ebenfalls Wrestler ist.